# حاجی اسماعیل ایمان خان
حاجی اسماعیل ایمان خان یک روستا در ایران است که در دهستان قشلاق جنوبی واقع شده‌است. حاجی اسماعیل ایمان خان ۹۱ نفر جمعیت دارد.